# 第35回IBAFワールドカップ日本代表
第35回IBAFワールドカップ日本代表（だい35かいIBAFワールドカップにっぽんだいひょう）は、2003年10月にキューバのサンティアーゴ・デ・クーバとハバナで行われた第35回IBAFワールドカップに出場するために編成された野球の日本代表チームである。

## 概要
開催時期がプロ野球のペナントレース最終盤、大学野球は秋季リーグの真っ最中ということで、オール社会人で日本代表が選出された。なお、吉田浩外野手は、元プロ野球選手の社会人野球選手として史上初の代表入りを果たした。

## 代表メンバー
No.は背番号。所属や年齢は選出当時。
| 位置   | No. | 氏名       | 所属           | 年齢 |
| ------ | --- | ---------- | -------------- | ---- |
| 監督   | 30  | 村上忠則   | 日産自動車     | 54   |
| コーチ | 34  | 萩野友康   | 新日本製鐵八幡 | 53   |
| コーチ | 35  | 杉本泰彦   | 日本通運       | 44   |
| コーチ | 36  | 坂口裕之   | 新日本石油     | 38   |
| 投手   | 11  | 後藤隆之   | 三菱重工長崎   | 33   |
| 投手   | 13  | 野間口貴彦 | シダックス     | 20   |
| 投手   | 15  | 松井光介   | JR東日本       | 25   |
| 投手   | 16  | 坂本保     | ホンダ熊本     | 29   |
| 投手   | 17  | 川岸強     | トヨタ自動車   | 24   |
| 投手   | 18  | 佐藤充     | 日本生命       | 25   |
| 投手   | 19  | 谷村逸郎   | 三菱ふそう川崎 | 29   |
| 投手   | 20  | 土井善和   | 日本生命       | 33   |
| 投手   | 40  | 塩崎貴史   | 新日本石油     | 29   |
| 捕手   | 22  | 安田真範   | 東芝           | 28   |
| 捕手   | 27  | 高根澤力   | 三菱ふそう川崎 | 29   |
| 捕手   | 31  | 松下和行   | 日本新薬       | 27   |
| 内野手 | 1   | 伊藤祐樹   | 日産自動車     | 31   |
| 内野手 | 4   | 四之宮洋介 | 日産自動車     | 25   |
| 内野手 | 5   | 草野大輔   | ホンダ熊本     | 26   |
| 内野手 | 6   | 高橋史明   | 西濃運輸       | 24   |
| 内野手 | 8   | 清水昭秀   | 日本通運       | 23   |
| 内野手 | 14  | 西郷泰之   | 三菱ふそう川崎 | 31   |
| 内野手 | 33  | 岩本裕治   | 新日本石油     | 25   |
| 外野手 | 21  | 高松竜馬   | 新日本石油     | 27   |
| 外野手 | 23  | 今村直樹   | 日産自動車九州 | 32   |
| 外野手 | 25  | 竹原直隆   | 三菱自動車岡崎 | 23   |
| 外野手 | 29  | 吉浦貴志   | 日産自動車     | 24   |
| 外野手 | 42  | 吉田浩     | 住友金属鹿島   | 31   |

## 大会戦績

### 予選リーグ
- 第1戦（10月12日）　日本 12-2 オランダ　（7回コールド）
- 第2戦（10月14日）　日本 18-0 フランス　（7回コールド）
- 第3戦（10月15日）　日本 16-1 中国　（7回コールド）
- 第4戦（10月17日）　日本 8-2 ブラジル
- 第5戦（10月18日）　日本 10-4 パナマ
- 第6戦（10月19日）　日本 2-1 アメリカ
- 第7戦（10月20日）　日本 8-6 メキシコ　（延長10回）
7戦全勝でリーグ1位通過。

### 決勝トーナメント
- 準々決勝（10月22日）　日本 2-0 韓国
- 準決勝（10月23日）　日本 1-4 パナマ
- 3位決定戦（10月25日）　日本 7-3 チャイニーズタイペイ
銅メダル獲得。

## 日本チームからの表彰選手
- 最優秀選手賞　吉浦貴志
ワールドカップでの日本人MVPは史上初。
- 本塁打王　吉浦貴志　5本（対象は予選リーグのみ）
- 打点王　吉浦貴志　16点（同上）
- ベストナイン（二塁手）　草野大輔
- ベストナイン（外野手）　吉浦貴志